# Charles Palache

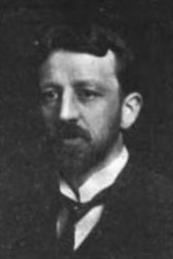
Charles Palache (1914)

Charles Palache (* 18. Juli 1869 in San Francisco, Kalifornien; † 5. Dezember 1954 in Berkeley, Kalifornien) war ein US-amerikanischer Mineraloge und Kristallograph. Er galt zu seiner Zeit als einer der bedeutendsten Mineralogen der USA.

## Leben
Charles Palache stammte aus einer Familie sephardischer Juden. Sein Großvater hatte eine Plantage auf Jamaika, sein Vater war aber schon in New York geboren und ließ sich als Kaufmann in San Francisco nieder. Palache besuchte die Berkeley High School, war früh an Naturgeschichte interessiert und studierte ab 1887 Bergbau an der University of California. 1894 wurde er bei Andrew C. Lawson in Geologie promoviert. Er kartierte geologisch im Gebiet der San Francisco-Halbinsel und von Berkeley und begann sich für Mineralogie zu interessieren. 1894 ging er zum Studium nach Deutschland, zu Ferdinand Zirkel in Leipzig sowie Mineralogie und Ernst Weinschenk in München. Prägend wurde der Aufenthalt im folgenden Jahr in Heidelberg bei den Petrographen Harry Rosenbusch und Alfred Osann sowie bei dem Kristallographen Victor Mordechai Goldschmidt. Im Herbst 1895 kehrte er nach Kalifornien zurück und wurde bald darauf Assistent des Petrographen John E. Wolff an der Harvard University. 1902 wurde er dort Assistant Professor für Mineralogie und 1910 Professor. 1922 übernahm er nach der Emeritierung von Wolff die Fakultät und das bedeutende Mineralogische Museum, das er selbst durch seine Sammeltätigkeit erheblich bereicherte. 1941 emeritierte er.
Palache befasste sich vor allem mit Kristallographie, der geometrischen Form von Kristallen, wobei er die Methoden von Goldschmidt unter Verwendung von dessen Zwei-Zirkel-Goniometer ausbaute. In Harvard waren Martin A. Peacock und Harry Berman (der an seinem Institut röntgenkristallographische Methoden einführte) wichtige Assistenten. Mit Berman und Clifford Frondel gab er 1944 die 7. Auflage von Dana´s System of Mineralogy heraus.
1937 erhielt er die erste Roebling Medal. Er war 1921 Präsident der Mineralogical Society of America und ab 1950 deren Ehrenpräsident. 1937 war er Präsident der Geological Society of America. Er war Mitglied der National Academy of Sciences und der American Academy of Arts and Sciences (1903), Ehrenmitglied der Mineralogical Society of Great Britain und der New York Academy of Sciences sowie der belgischen geologischen Gesellschaft. 1941 wurde er Ehrendoktor der University of California.
Er war Mitherausgeber der Zeitschrift für Kristallographie und des American Journal of Science.